# زرسفيد (مقاطعة فسا)
زرسفيد (بالفارسية: زرسفید) هي قرية تقع في Jangal Rural District في إيران.